# 1556년

## 연호
- 명(明) 가정(嘉靖) 35년
- 일본(日本) 고지(弘治) 2년
- 후 레 왕조(後黎朝) 투언빈(順平) 8년
- 막 왕조(莫朝) 꽝바오(光寶) 2년

## 기년
- 류큐(琉球) 쇼겐왕(尚元王) 원년
- 명(明) 세종 가정제(世宗 嘉靖帝) 35년
- 조선(朝鮮) 명종(明宗) 11년
- 후 레 왕조(後黎朝) 중종(中宗) 8년
- 막 왕조(莫朝) 선종(宣宗) 10년

## 사건
- 1월 16일 - 스페인 국왕 카를로스 1세가 스페인 왕위에서 물러나고 펠리페 2세가 스페인 국왕으로 즉위.
- 1월 23일 - 오전, 명나라에서 산시성에서 지진이 발생하다.
- 10월 5일 - 2차 파니파트 전투: 델리 북쪽 80km 지점에서 무굴 제국이 헤무 장군이 지휘하는 힌두 군대를 격파하다.

## 탄생
- 2월 16일 - 일본 센고쿠 시대의 무장 도도 다카토라. (~1630년)
- 11월 16일 - 조선 중기의 문신·정치가·시인·작가 이항복. (~1618년)

### 미상
- 일본 센고쿠 시대 무장 가모 우지사토. (~1595년)
- 영국의 극작가 앤 해서웨이. (~1623년)